# Војислав Воки Костић
Војислав Воки Костић (Београд, 21. септембар 1931 — Београд, 29. септембар 2010) био је српски композитор, музичар, писац и кувар. Компоновао је музику за филмове, позориште, телевизију.

## Биографија
Родитељи су му били истакнути српски медицински радници и професори др Александар Костић и др Смиља Костић Јоксић. По мајчиној страни био је прапрапраунук Томе Вучића Перишића.
Компоновао је музику за више од 45 позоришних представа, 25 телевизијских серија, 60 филмова, више од 2000 балада.
Био је секретар Савеза композитора Југославије и много је урадио у области заштите ауторских права.
Са глумицом Станиславом Сташом Пешић добио је сина Ивана Ејуба Костића, арабисту и исламолога који је прешао на ислам.

## Занимљивости
Због вишка килограма решио је да ослаби. Пошто му је кување један од хобија, његово успешно мршављење је резултовало и књигом „Како сам појео сам себе“. Други хоби му је бокс.
Био је оснивач музичке групе „Иду дани”, која је добила име по песми Бране Црнчевића. Група у саставу Љиљана Даниловић, хармоника, Боса Тасић, даире и Влада Јовановић, контрабас, изводили су ромску музику у позоришту, радију и телевизији.

## Филмографија
| Год.       | Назив                                     | Улога |
| ---------- | ----------------------------------------- | ----- |
| 1960.-те   |                                           |       |
| 1963.      | Две ноћи у једном дану                    |       |
| 1966.      | Орлови рано лете                          |       |
| 1966.      | Време љубави (сегмент Пут )               |       |
| 1967.      | Јелена Ћетковић (ТВ)                      |       |
| 1967.      | Деца војводе Шмита                        |       |
| 1968.      | Невиност без заштите                      |       |
| 1968.      | Кад голубови полете                       |       |
| 1968.      | Биће скоро пропаст света                  |       |
| 1968.      | Максим нашег доба (ТВ серија)             |       |
| 1968.      | Наше приредбе (ТВ мини серија)            |       |
| 1968.      | Пријатељство, занат најстарији (ТВ)       |       |
| 1968.      | Има љубави, нема љубави                   |       |
| 1969.      | Осека                                     |       |
| 1969.      | Рађање радног народа (ТВ серија)          |       |
| 1969.      | Величанствени рогоња (ТВ)                 |       |
| 1969.      | Крвава бајка                              |       |
| 1970.-те   |                                           |       |
| 1970.      | Мирина ТВ Ступица (ТВ серија)             |       |
| 1970.      | Иду дани                                  |       |
| 1970.      | Природна граница                          |       |
| 1970.      | Бициклисти                                |       |
| 1971.      | Дан дужи од године                        |       |
| 1971.      | Клопка за генерала                        |       |
| 1972.      | Звезде су очи ратника                     |       |
| 1972.      | Четврта димензија                         |       |
| 1972.      | Изданци из опаљеног грма (ТВ серија)      |       |
| 1972.      | Лутка оперета (ТВ серија)                 |       |
| 1973.      | Наше приредбе (ТВ серија)                 |       |
| 1973.      | Жуте фесвице (ТВ)                         |       |
| 1978.      | Молијер (ТВ)                              |       |
| 1978.      | Најлепша соба (ТВ)                        |       |
| 1978.      | Тигар                                     |       |
| 1979.      | Чардак ни на небу ни на земљи (ТВ серија) |       |
| 1979.      | Вечера за Милицу (ТВ)                     |       |
| 1979.      | Сумњиво лице (ТВ)                         |       |
| 1979.      | Срећна породица (ТВ мини серија)          |       |
| 1979.      | Срећна породица                           |       |
| 1979.      | Другарчине                                |       |
| 1980.-те   |                                           |       |
| 1980.      | Хајдук (филм)                             |       |
| 1980.      | Посебан третман                           |       |
| 1980.      | Ко то тамо пева                           |       |
| 1980.      | Рад на одређено време                     |       |
| 1980.      | Авантуре Боривоја Шурдиловића             |       |
| 1981.      | Liebe 80                                  |       |
| 1981.      | 500 када (ТВ)                             |       |
| 1981.      | Смрт пуковника Кузмановића (ТВ)           |       |
| 1981.      | Берлин капут                              |       |
| 1981.      | Краљевски воз                             |       |
| 1981.      | Лаф у срцу                                |       |
| 1982.      | Подвизи дружине Пет петлића (ТВ)          |       |
| 1982.      | Недељни ручак                             |       |
| 1982.      | Мој тата на одређено време                |       |
| 1983.      | Марија, где си...? (ТВ)                   |       |
| 1983.      | Развојни пут Боре Шнајдера (ТВ)           |       |
| 1984.      | Како се калио народ Горњег Јауковца (ТВ)  |       |
| 1984.      | Проклета авлија (ТВ)                      |       |
| 1984.      | Камионџије (ТВ серија)                    |       |
| 1984.      | Камионџије поново возе                    |       |
| 1984.      | О покојнику све најлепше                  |       |
| 1984.      | Балкански шпијун                          |       |
| 1984.      | Јагуаров скок                             |       |
| 1985.      | Судбина уметника - Ђура Јакшић (ТВ)       |       |
| 1985.      | Случај Лазе Костића (ТВ )                 |       |
| 1985.      | Госпођица Јулија (ТВ)                     |       |
| 1985.      | Дебели и мршави                           |       |
| 1985.      | Живот је леп                              |       |
| 1986.      | Свечана обавеза (ТВ)                      |       |
| 1986.      | Неозбиљни Бранислав Нушић (ТВ)            |       |
| 1986.      | Тајна Лазе Лазаревића (ТВ)                |       |
| 1986.      | Развод на одређено време                  |       |
| 1987.      | Погрешна процена (ТВ)                     |       |
| 1987.      | Вук Караџић (ТВ серија)                   |       |
| 1987-1991. | Бољи живот (ТВ серија)                    |       |
| 1987.      | Бољи живот ( новогодишњи специјал)        |       |
| 1988.      | Тесна кожа 3                              |       |
| 1988.      | Роман о Лондону (ТВ серија)               |       |
| 1988.      | Једног лепог дана                         |       |
| 1988.      | Тамна страна Сунца                        |       |
| 1989.      | Недељом од девет до пет (ТВ)              |       |
| 1989.      | Ваљевска болница (ТВ)                     |       |
| 1989.      | Свети Георгије убива аждаху (ТВ)          |       |
| 1989.      | Бољи живот                                |       |
| 1990.-те   |                                           |       |
| 1990.      | Цубок                                     |       |
| 1991.      | У име закона (ТВ серија)                  |       |
| 1991.      | Апис (ТВ)                                 |       |
| 1991.      | Мала шала (ТВ)                            |       |
| 1991.      | Глинени голубови (ТВ)                     |       |
| 1991.      | Боје слепила (ТВ)                         |       |
| 1992.      | Јуриш на скупштину                        |       |
| 1992.      | Тесна кожа (новогодишњи специјал)         |       |
| 1993.      | Три карте за Холивуд                      |       |
| 1994.      | Вечита славина (ТВ)                       |       |
| 1996.      | Шума (ТВ)                                 |       |
| 1996.      | Школа за жене (ТВ)                        |       |
| 1997.      | Гардеробер (ТВ)                           |       |
| 1998.      | Бекство (ТВ)                              |       |
| 2014.      | Повратак краљице Марије Карађорђевић (ТВ) |       |

## Позориште
Дела за која је радио сценску музику у Народном позоришту у Сарајеву су:
- Страдија (Радоје Домановић)
- Суданија (Петар Кочић)
- Поп Ћира и поп Спира (Стеван Сремац)
- Мртве душе (Николај Гогољ - Михаил Булгаков)

## Стваралаштво
- Арсен Дедић: Балада о птицама, Балада о земљи, Јесења балада
- Оливера Катарина: Балада о Вијетнаму, Балада о жени, Химна човеку
- Љиљана Даниловић, Боса Тасић и Влада Јовановић: Иду дани, иду дани
- Бисера Велетанлић: Лабуд-Купа-Море, Руже-Млеко-Чај
- Снежана Ђуришић: Ој, јој, калуђеру мој
- Радиша Урошевић: Ајде село, да селимо
- Лепа Брена: Лагано, тихо, тише
- Нада Топчагић: Ој зумбуле, зумбуле
- Маринко Роквић: Дивне имам комшинице
- Весна Змијанац: Познати ме никад неће
- Вера Матовић: Избриши сад успомену
- Дадо Топић: Ја хоћу живот...
- Џеј Рамадановски: За Београд
- Ивица Мит: Тандрчак

## Награде
- 2006. добитник Статуете Јоаким Вујић коју Књажевско-српски театар додељује сваке године, на Сретење, 15. фебруара.
- Награда Јохан Штраус - највеће немачко признање у области музике
- Добитник Златне арене на Филмском фестивалу у Пули 1970. године у категорији Најбољи композитор за филм Крвава бајка.